# 4th Anti-Aircraft Division
4th Anti-Aircraft Division var en brittisk luftvärnsdivision som sattes upp den 1 september 1938. Ursprungligen täckte divisionen området runt Birmingham, men senare flyttades den för att täcka områdena runt Manchester och Liverpool. Divisionen lydde under Western Command under andra världskriget.

## Enheter
- 33rd (Western) Anti-Aircraft Brigade (formerad 01.11.36)
  - 70th (3rd West Lancashire) Anti-Aircraft Regiment
  - 93rd Anti-Aircraft Regiment
  - 62nd (The Loyal) Searchlight Regiment
- 34th (South Midland) Anti-Aircraft Brigade (formerad 01.04.38)
  - 69th (The Royal Warwickshire Regiment) Anti-Aircraft Regiment
  - 73rd Anti-Aircraft Regiment
  - 95th Anti-Aircraft Regiment
- 44th Anti-Aircraft Brigade (formerad 29.09.38)
  - 65th (The Manchester Regiment) Anti-Aircraft Regiment
  - 39th (The Lancashire Fusiliers) Anti-Aircraft Battalion
  - 71st (East Lancashire) Searchlight Regiment
- 53rd Light Anti-Aircraft Brigade (formerad 24.08.39)
  - 15th (Ilse of Man) Light Anti-Aircraft Regiment
  - 21st Light Anti-Aircraft Regiment
  - 25th Light Anti-Aircraft Regiment
  - 33rd Light Anti-Aircraft Regiment
- 54th Anti-Aircraft Brigade (formerad 01.09.39)
  - 41st (5th North Staffordshire Regiment) Anti-Aircraft Battalion
  - 45th (The Royal Warwickshire Regiment) Anti-Aircraft Battalion
  - 59th (Warwickshire) Searchlight Regiment
  - 61st (South Lancashire Regiment) Searchlight Regiment